# Mīleh Sar
Mīleh Sar (persiska: میله سر) är en ort i Iran.   Den ligger i provinsen Kermanshah, i den västra delen av landet, 500 km väster om huvudstaden Teheran. Mīleh Sar ligger 1 327 meter över havet och antalet invånare är 707.
Terrängen runt Mīleh Sar är platt västerut, men österut är den kuperad. Runt Mīleh Sar är det ganska tätbefolkat, med 60 invånare per kvadratkilometer. Närmaste större samhälle är Ḩomeyl, 3,0 km söder om Mīleh Sar. Omgivningarna runt Mīleh Sar är i huvudsak ett öppet busklandskap.